# Década de 1420
Séculos: (Século XIV - Século XV - Século XVI)
Décadas: 1370 1380 1390 1400 1410 - 1420 - 1430 1440 1450 1460 1470
Anos: 1420 - 1421 - 1422 - 1423 - 1424 - 1425 - 1426 - 1427 - 1428 - 1429